# Col de la Croix Rosier
Der Col de la Croix Rosier ist ein 717 Meter hoher Gebirgspass im französischen Zentralmassiv. Er befindet sich in der Region Auvergne-Rhône-Alpes im Département Rhône und verbindet über die D88 die Gemeinden Claveisolles im Westen mit Le Perréon im Osten.
Parallel verlaufen im Norden der Col de la Croix Marchampt (685 m) und im Süden der Col de la Croix Montmain (737 m). Die Passhöhen sind über Nebenstraßen miteinander verbunden.

## Streckenführung
Die Westauffahrt beginnt in Claveisolles im Ortsteil Pont Gaillard. Nach zwei langgezogenen Kehren flacht die Straße jedoch wieder ab und führt in die kleine Ortschaft Vallossières, wo die Straße zu steigen beginnt. Nun geht es für 5,3 Kilometer mit einer durchschnittlichen Steigung von 7,6 % durch bewaldetes Gebiet auf die Passhöhe. Die Ostauffahrt beginnt kurz nach dem Verlassen von Le Perréon. Im unteren Teil führt die Auffahrt durch Weinbaugebiete, ehe sie im oberen Teil in bewaldetes Gebiet führt. Die fünfeinhalb Kilometer lange Auffahrt weist ebenfalls eine durchschnittliche Steigung von 7,6 % auf und beinhaltet fünf schmale Kehren.
Alternativ kann die Passhöhe auch über die D72 erreicht werden, die in Marchampt ihren Ausgang nimmt.

## Radsport
Im Jahr 2023 führte die Tour de France im Rahmen der 12. Etappe erstmals über den Col de la Croix Rosier. Die Westauffahrt des Passes stellte die letzte Bergwertung auf dem Weg von Roanne nach Belleville-en-Beaujolais dar und wurde rund 30 Kilometer vor dem Ziel passiert. Auf der Passhöhe des Anstieges der 2. Kategorie wurden zudem Zeitbonifikationen für die Gesamtwertung vergeben. Diese sicherte sich der Spanier Ion Izagirre, ehe er auch die Etappe für sich entschied.
| Jahr | Etappe     | Bergwertung  | Fahrer       | Auffahrt            |
| ---- | ---------- | ------------ | ------------ | ------------------- |
| 2023 | 12. Etappe | 2. Kategorie | Ion Izagirre | West (Claveisolles) |